# Gát (bibliai város)

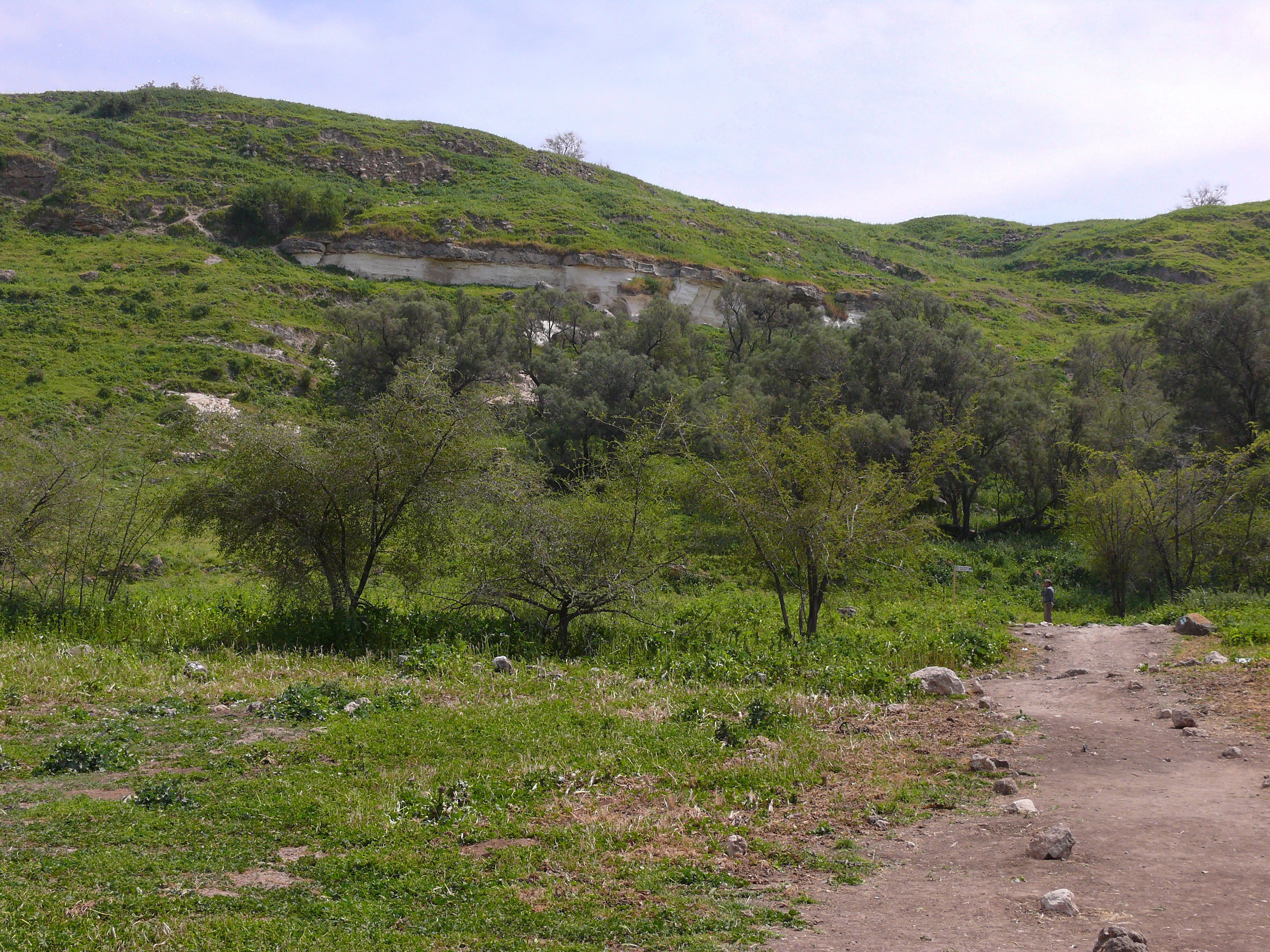
Tel Cafit

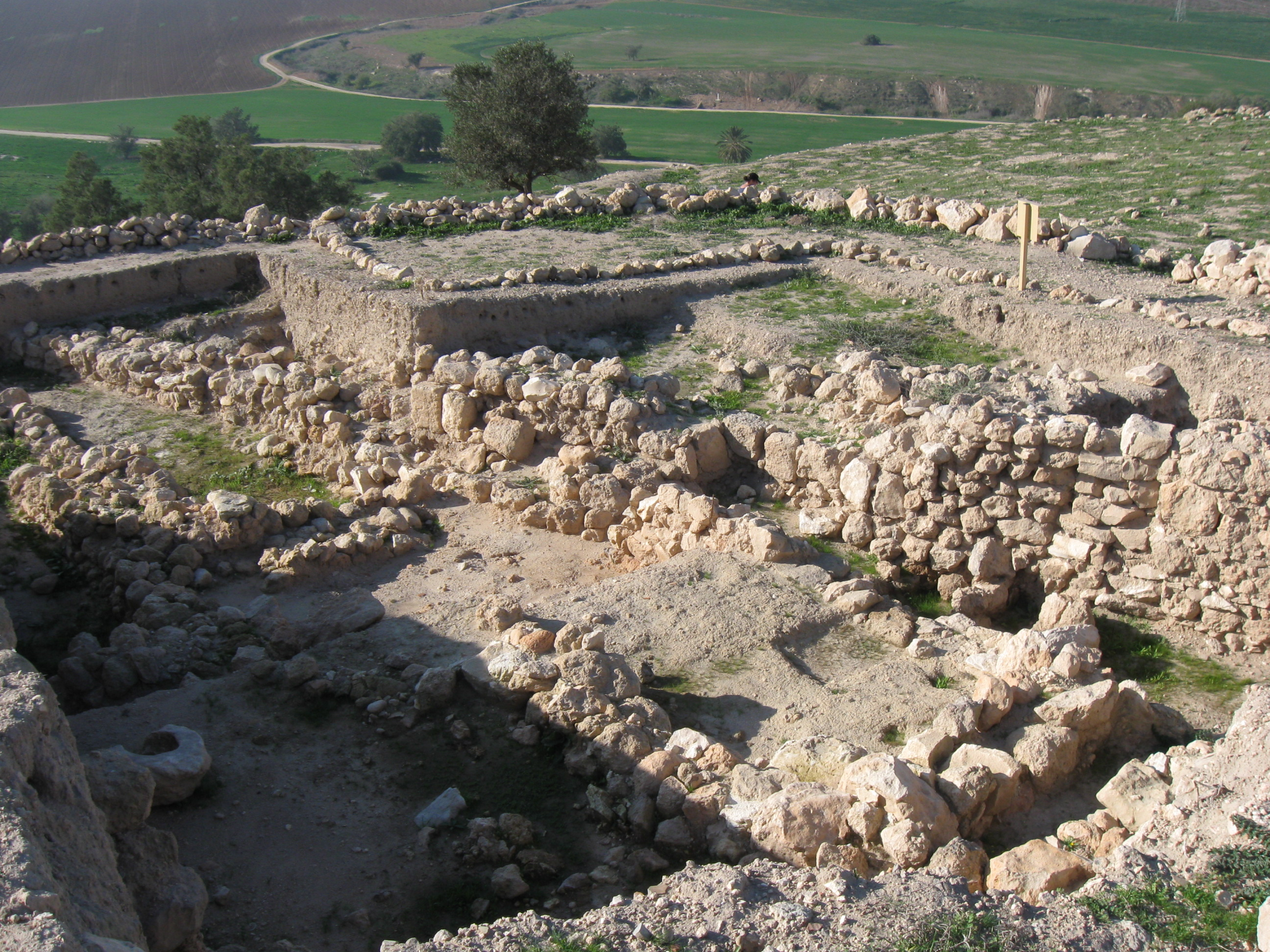
Gát romjai

Gát vagy Get (héber: (Gat) גַּת, jelentése: ’szőlőprés’; latin: Get; akkád: Gimtu, Ginti): az öt fő filiszteus város (Gáza, Askelón, Asdód, Ekron és Gát) egyike, neve gyakran szerepel a "filiszteusok Gátja"- (גַת־פְּלִשְׁתּ֗ים, Gat-Pelištîm-) összetételben. Északnyugat-Palesztinában, Ekrontól délre feküdt, minden testvérvárosánál közelebb Júdához. Általában Tell-es-Safi dombjával azonosítják. A Héber Bibliában mintegy negyvenszer jelenik meg, emellett ugariti szövegek, és az El-Amarna-levelek is említést tesznek róla.

## Elhelyezkedése
Gát, Tell es-Safi vagy Tel Cafit (arab: تل الصافي, (Tall aṣ–Ṣāfī); héber: צפית תל , (Tel Cafit) az ősi Gáttal azonosított lelőhely, amely Közép-Izraelben fekszik, Askelón és Hebron városa között, Izrael déli partvidéke és a Júdeai dombság között.
GPS koordináták: 31.7000N 34.8470E

## Azonosítása
Már a 19. században felmerült több kutató (Anson Rainey, J. R. Porter) részéről, hogy Gát városa esetleg azonos lehet Tell es-Safi dombjával, azonban nem ez volt az egyetlen javaslat. Az 1920-as években a neves archeológus, W. F. Albright – a régészeti bizonyítékok hiányosságára hivatkozva – megkérdőjelezte az addigi álláspontot, és az Izrael déli partjánál található Tel Areinit tartotta valószínűbbnek. Az Albright által feltételezett helyszínen azonban nem találtak közép-bronzkori maradványokat, így Albright hipotézise bizonyíték híján maradt. Harmadik lehetséges területként Tell en-Nejile (Tel Nagila) vetődött fel, majd a Negev-sivatag északi részén elhelyezkedő Tel Sera. Miután egyik területen sem találtak elegendő bizonyítékot az elméletek alátámasztásához, Ras Abu Hameid falu és a nyugat-negev-sivatagi Tel Haror került előtérbe, ám a vita a mai napig sem zárult le teljesen. Az eddigi régészeti leletek arra utalnak, hogy a régi filiszteus Gát mai legvalószínűbb megfelelője az Anson Rainey által eredetileg javasolt Tell es-Safi lehet. A területen az első ásatások 1899-ben kezdődtek két brit archeológus, F. J. Bliss és R. A. S. Macalister közreműködésével, azonban a széles körű feltárások 1996-ig várattak magukra. Ekkor hosszadalmas régészeti feltárási munka indult Aren Maeir (Bar Ilan University, Izrael) vezetésével, mely napjainkban is tart.

## Története
Az első település nyomai a kalkolitikus korból (i.e. 5000) kerültek elő, és minden jel arra mutat, hogy a terület egészen az 1948-as Arab-Izraeli háborúig lakott volt.

### Bronzkor
A régészeti leletek alapján Gát már a bronzkorban nagy kiterjedésű lakott terület volt, olyan más dél-kánaáni lakott területekhez hasonló, mint például a közeli Tel Jarmut.
Ebből az időszakból számos lelet került elő a Tell-es-Safi dombon. A környéken sírokat és háztartási eszközöket találtak. Egy erődítmény romjai is előkerültek a "tell" tetején, egy kőfalat, egy tornyot és egy döngölt földsáncot is beleértve.
A késő bronzkori maradványok jelentősebbek. Ebből a korszakból egy nagy középület romjai, és kultuszi tárgyak, közöttük egyiptomi kultuszra utaló leletek is előkerültek. Minden jel arra utal, hogy a várost a késő bronzkor végén pusztították el, legnagyobb valószínűséggel az abban az időben a területre érkező filiszteusok.

### Vaskor
A vaskorban jelentős filiszteus területté válik, ”a filiszteusok Gátjává”, a filiszteus ”pentapolisz” részévé. Már a korai filiszteus kultúrára (i. e. 1175 körül), majd annak későbbi fejlődési szakaszaira utaló leletek is előkerültek a helyszínen, melyek alapján rekonstruálható a tengeri népek által magukkal hozott égei kultúra és a helyi kánaánita kultúra átmenete (akulturalizáció vagy kreolizáció). Különösen gazdag leletek kerültek elő az i. e. 10-9. századból, melyek más filiszteus leleteknél teljesebb képet nyújtanak a Dávid és Salamon korabeli filiszteus anyagi kultúráról. A tel cafiti ásatásoknál egy filiszteus templom romjait, és egy, a bibliai időkre datálható hatalmas földrengésre utaló jeleket is találtak a régészek. Ez a lelet egybecseng Dágon templomának Sámson általi ledöntésének történetével (Bírák 16:29, 30). Más leletek arra utalnak, hogy Gátot, az első kánaáni filiszteus települést az arám-damaszkuszi király, Hazáel pusztíthatta el i. e. 830 körül.
A leletek arra utalnak, hogy az i. e. 9. században a város nagyméretű pusztítás áldozata lehetett. A datálás alapján a rombolás összefüggésben lehetett Gát Hazáel király általi elfoglalásával. Mindezeket az ásatások során talált ostromrendszer maradványai is alátámasztják. Egy másik lehetőségként felvetődik, hogy talán nem Hazáel, hanem Uzziás király ostroma okozhatta a pusztítást, amennyiben közelebbről megfigyeljük az ostromnál használt korabeli technológiát, és összevetjük a bibliai leírásokkal (2Krónika 26:6).
Szintén az i. e 9. századból értékes feliratok kerültek elő, két nem-sémi, inkább indoeurópai eredetű névvel, proto-kánaáni levelekből. Az "ALVT" (אלות) és a "VLT" (ולת) formailag Góliát (גלית) nevére hasonlítanak, a híres filiszteus harcoséra, akit a bibliai szöveg gáti származásúként ír le. Az osztrakonok alapján feltételezhető, hogy abban a korban elterjedt volt e két név használata Filiszteában, továbbá ez a legkorábbi bizonyíték a filiszteus alfabetikus írásrendszerre a filiszteus kultúrában.

### Keresztesek korától napjainkig
Hazáel ostromát követően Gát elvesztette kiemelkedő szerepét a térségben, s bár a későbbi időszakokban is lakott volt, soha nem nyerte vissza központi szerepét. Az első keresztes hadjáratot követően egy kis erőd, a „Blanche Garde” épült ide, amely fehér köveiről kapta nevét, és a terület nyugati részének védelmét szolgálta. Később az Ajjubidák foglalták el, majd Tell-es-Safi néven (melynek jelentése szintén: 'fehér kő') palesztin faluként létezett egészen 1948-ig. A romok napjainkban is megtekinthetők, a régészeti feltárások pedig továbbra is zajlanak a területen.

### Bibliai vonatkozásai
A Biblia Gátot a „filiszteusok Gátjaként” emlegeti, amelyet eredetileg az „anákok” ('óriások') laktak. (Józsué 11:22; 1Krónika 20:6,8; 2Sámuel 21:20,22), majd a későbbiekben az öt filiszteus fejedelemség egyikeként találkozunk vele (Józsué 13:3). Egyike azoknak a városoknak, ahová a Frigyládát vitték, annak fogságba vitele után (1Sámuel 5:8). A filiszteusok elmenekülnek Gátból, miután óriás hősük, Góliát vereséget szenved az izraeli pásztorfiúval, Dáviddal szemben, amikor az egyetlen parittyával leteríti a rettenthetetlen harcost, kivel senki nem mert szembeszállni; majd levágja a fejét annak kardjával (1Sámuel 17:52). Később Dávid Saul király elől Ákishoz, Gát királyához menekül (1Sámuel 21:11), akitől menedéket és a Negev-sivatagbeli Siklágot kapja lakhelyül. Ebből lehet következtetni a Gát által uralt terület déli kiterjedésére is. Amikor Izrael újból megerősödik és egyesül Dávid királysága alatt, Gát városa a filiszteusok fölött aratott győzelmével kapcsolatban jelenik meg (1Krónika 8:13). Ezzel szemben a történet párhuzamos elbeszélésében (2Sámuel 8:1) Gát helyett az enigmatikus Meteg-Amma szerepel. Gát népének leigázása után a gittita Ittai Dávid egyik testőrparancsnokává válik, és fiának, Absolonnak lázadása alatt is hűséges marad hozzá (2Sámuel 15:19–22; 18:2). Ákis egy leszármazottja uralkodik Gát fölött Salamon uralkodásának kezdetén (1Királyok 2:39), ennélfogva a Rehoboám által megerősített Gát nem lehet azonos a filiszteus Gát városával, valószínűbb, hogy Moreset-Gátnak felel meg inkább. Hódító hadjáratában (i.e. 815–814) az arám-damaszkuszi Hazáel egészen Gátig jut el (2Királyok 12:18). Ennek a városnak pusztulására utalhat Ámósz próféta is (6:2). A későbbiekben Gátot Uzziás, júdeai király is elfoglalja (2Krónikák 26:6), és Sargon is említi Gát elfoglalását az Asdód elleni hadjáratával kapcsolatban (i. e. 711). Azonban itt is kétséges, hogy a filiszteus Gátról szólnak-e az utóbbi leírások, vagy az északabbra fekvő Gat-Gittaimról inkább.

## További irodalom
- Avi–Yonah, Michael, „Gath”, in: Encyclopedia Judaica, Volume 7, (Jerusalem: Keter, 1972), p. 395.
- Maeir, Aren M., „Excavating Philistine Gath: have we found Goliath’s hometown?”, Biblical Archeology Review, 27,6 (2001), pp. 21–31.
- Maeir, Aren M., „Prize Find: Horned Altar from Tell es–Safi Hints at Philistine Origins.”, Biblical Archaeology Review, 1,2 (2012), p. 35.
- Orni, Efraim–Gilboa, Shaked, „Gat”, in: Encyclopedia Judaica, Volume 7 (Jerusalem: Keter, 1972), p. 394.
- Rainey, Anson F., 1930–2011 „The identification of Philistine Gath: a problem in source analysis for historical geography”, Eretz–Israel, 12 (1975), pp. 63–76.
- Schniedewind, William M. „Gath”, in: Eerdmans dictionary of the Bible, (Grand Rapids, Michigan/ Cambridge UK: William B. Eerdmans Publishing Company, 2000), pp. 484–485.
- Schniedewind, William M., „The geopolitical history of Philistine Gath”, Bulletin of the American Schools of Oriental Research (1998), pp. 69–77.
- Stinespring, W.S., „Gath”, in: The Interpreters dictionary of the Bible, Volume 2, (Nashville: Abingdon Press, 1991), pp. 355–356.

## Fordítás
Ez a szócikk részben vagy egészben  a   Gath (city) című angol Wikipédia-szócikk fordításán alapul.  Az eredeti cikk szerkesztőit annak laptörténete sorolja fel. Ez a jelzés csupán a megfogalmazás eredetét és a szerzői jogokat jelzi, nem szolgál a cikkben szereplő információk forrásmegjelöléseként.